# بیمبینی
بیمبینی (به لاتین: Bimbini) یک عوارض جغرافیایی در اتحاد قمر است که در آنژوان واقع شده‌است.

## خصوصیات
بیمبینی  ۲٬۲۴۷ نفر جمعیت دارد.